# Amt Treptower Tollensewinkel
Het Amt Treptower Tollensewinkel is een samenwerkingsverband van 20 gemeenten en ligt in het district Mecklenburgische Seenplatte in de Duitse deelstaat Mecklenburg-Voor-Pommeren. Het Amt telt 13.523 inwoners. Het bestuurscentrum bevindt zich in de stad Altentreptow.

## Geschiedenis
Het Amt Treptower Tollensewinkel is op 1 januari 2005 ontstaan door de samenvoeging van de toenmalige Ämter Kastorfer See en Tollensetal evenals de amtsvrije stad Altentreptow.

## Gemeenten
Het Amt bestaat uit de volgende gemeenten:
- Altenhagen (312) met Neuenhagen en Philippshof
- Altentreptow, stad (5.221) met Buchar, Friedrichshof, Klatzow, Loickenzin, Rosemarsow, Thalberg en Trostfelde
- Bartow (452) met Groß Below en Pritzenow
- Breesen (518) met Kalübbe en Pinnow
- Breest (137) met Bittersberg en Klempenow
- Burow (943) met Mühlenhagen en Weltzin
- Gnevkow (321) met Marienhöhe, Letzin en Prützen
- Golchen (280) met Rohrsoll
- Grapzow (386) met Kessin
- Grischow (241)
- Groß Teetzleben (683) met Kaluberhof, Klein Teetzleben, Lebbin en Rottenhof
- Gültz (521) met Hermannshöhe en Seltz
- Kriesow (299) met Borgfeld, Fahrenholz en Tüzen
- Pripsleben (231) met Barkow, Neuwalde en Miltitzwalde
- Röckwitz (276) met Adamshof en Gützkow
- Siedenbollentin (553) met Schönkamp
- Tützpatz (549) met Idashof en Schossow
- Werder (554) met Kölln en Wodarg
- Wildberg (496) met Fouquettin, Wischershausen en Wolkow
- Wolde (550) met Japzow, Marienhof, Reinberg, Schmiedenfelde en Zwiedorf